# Beda Častitljivi
Beda Častitljivi, znan tudi kot Sveti Beda (lat. Bēda Venerābilis), angleški benediktinec, cerkveni učitelj in zgodovinar, * okoli 673, † 25. maj 735, Jarrow, Northumbria. 
Beda je veljal za največjega učenjaka svojega časa, njegova najbolj znana knjiga Cerkvena zgodovina angleškega ljudstva pa mu je prislužila naziv očeta angleškega zgodovinopisja.

## Življenje
Skoraj celotno menihovo življenje je opisano v njegovem najobsežnejšem delu Cerkvena zgodovina angleškega ljudstva (Historia ecclesiastica gentis Anglorum), kjer je leta 731, ko je zaključil z delom, zapisal, da je star 59 let, tako da strokovnjaki kot letnico rojstva navajajo leto 672, čeprav bi lahko bil rojen tudi v prvih mesecih leta 673. Točen rojstni datum ni znan. Rojen naj bi bil v Jarrowu, kjer so sredi 11. stoletja v domači cerkvi odkrili njegove kosti, čeprav nekateri trdijo, da je bil rojen v Wearmouthu, vendar pa bi bilo to težko dokazati, saj v svojih delih nikoli ni omenjal družinskih članov, oziroma se na sorodnike ni skliceval po imenu. Pri sedmih letih je bil sprejet v samostan Wearmouth, kjer je bil deležen samostanske vzgoje od tamkajšnjih benediktinskih redovnikov, tam pa je ostal do svoje smrti.
Okoli leta 701 je Beda napisal svoji prvi deli, slovnični razpravi De Arte Metrica in De Schematibus et Tropis, obe namenjeni poučevanju v učilnicah. Beda je pisateljeval do svoje smrti, napisal pa je preko 60 knjig, ki so v večini dobro ohranjene.
Med letoma 702 in 703 je prejel diakonsko posvečenje, deset let kasneje pa tudi mašniško. Leta 734 je v svojem Pismu Egbertu omenil, da je leto pred tem študiral v škofovem samostanu (najverjetneje v Yorku), istega leta pa se je tja tudi nameraval vrniti, a tega ni storil, ker je bil bolan. Nekaj časa je preživel tudi v neznanem samostanu duhovnika po imenu Wicthed. Obisk je omenjen v pismu, ki je bilo namenjeno duhovniku, v katerem mu je poslal svoje račune o določanju datuma velike noči in Anatolijevem računanju enakonočja. Beda je umrl 25. maja 735 v samostanu Jarrow. Leta 1020 so njegove posmrtne ostanke ukradli iz samostanske cerkve, kasneje pa so jih prenesli v stolnico v Durhamu. Ostanke so najprej položili v isti grob, kjer je bil pokopan Sveti Cuthbert, leta 1370 pa so mu postavili nagrobnik v Galilejski kapeli. Med reformacijo je bil njegov grob uničen, zato so leta 1831 posmrtne ostanke prekopali in na novo uredili njegov grob, kjer je danes zapisano: »Hac sunt in fossa Bedae venerabilis ossa« (V tem grobu so kosti Beda Častitljivega).

## Dela
Bedova dela so močno prispevala k razširitvi računanja časa po Kristusovem učlovečenju (kot matematik se je zavzemal za natančnejšo kronološko vključitev dogodkov v odrešenjsko zgodovino). Prav tako brez njegovih del ne bi vedeli skoraj nič o cerkveni in posvetni zgodovini Britanskega otočja v zgodnjem srednjem veku. S svojim pisanjem je želel podpirati širjenje krščanske vere.

### Spisi
Poleg opravljanja vsakodnevnega bogoslužja je Beda Častitljivi našel veselje v učenju, poučevanju in pisanju. Prav poučevanje in pisanje ga je uvrstilo med večje in vplivnejše srednjeveške učitelje in pisatelje. Njegov opus ohranjenih del šteje prek trideset naslovov in zajema različna področja, kot so: razlage svetopisemskih besedil, življenjepisi svetnikov, zgodovinopisje, pridige, učbeniki, pesništvo in pisma. Podatkov, po katerih bi se lahko dokopali do točnega nastanka njegovih del, je malo, zato so nekateri datumi le približno nakazani.

### Razlage svetopisemskih besedil
Večji del njegovih spisov so razlage različnih svetopisemskih knjig. Iz Svetega pisma so izhajala njegova teološka razmišljanja. Tako je napisal komentarje k večini knjig iz Nove zaveze, razložil pa je tudi obširen del starozaveznih spisov. Njegov način razlaganja Svetega pisma je imel dvojen pomen: po eni strani razložiti svetopisemsko besedilo, z druge strani pa biti jedrnat. Pri razlagah se je posluževal razlag latinskih cerkvenih očetov. To, da je navajal cerkvene očete, ne pomeni, da sam ni bil dober razlagalec, ampak predvsem to, da je bil ponižen. Njegove razlage svetopisemskih besedil so bile jasne, kratke in pregledne, saj je svetopisemsko sporočilo želel približati tistim, ki še niso bili dovolj uvedeni v krščansko vero.
- Explanatio Apocalypsis (Razlaga Razodetja): nastala je okoli leta 709; posvečena menihu Hwaetberctu
- Expositio Actuum Apostolorum (Razlaga Apostolskih del): nastala okoli leta 709; posvečena je bila Accu (škof v Hexhamu)
- In epistolas septem catholicas (Razlaga sedmih katoliških pisem): datum nastanka ni znan; velja za njegovo najbolj priljubljeno delo v samostanski skupnosti
- In Lucae euangelium expositio (Razlaga Lukovega evangelija): nastala med leti 709-715
- In Marci euangelium expositio (Razlaga Markovega evangelija): nastala po letu 716
- In primam partem Samuhelis libri IV (Razlaga prvega dela Samuelove knjige v štirih knjigah): prve tri knjige je dokončal pred letom 716, četrto pa je nadaljeval kasneje
- Libri quatturo in principium Genesis usque as natiuitatem Isaac et eictionem Ismahelis adnotationum (siue Hexaemeron) (Opombe k začetnim poglavjem 1. Mojzesove knjige do Izakovega rojstva in Izmaelove zavrnitve v štirih knjigah (oziroma Šesterodnevje)): nastalo po letu 721; posvečeno je bilo Accu
- In proueribia Salomonis libri III (O Salomonovih pregovorih v treh knjigah): nastalo po letu 720
- In Cantica canticorum libri VI (O Visoki pesmi v šestih knjigah): nastalo po letu 720
- De tabernaculo et uasis eius ac uestibus sacerdotum libri III (O (shodnem) šotoru, njegovih posodah in duhovniških oblačilih v treh knjigah): nastalo med leti 720 – 725
- In Regum librium XXX quaestiones (Trideset vprašanj o knjigah kraljev): nastalo okoli leta 725; posvečeno je bilo Nothhelmu
- De templo libri II (O templju v dveh knjigah): nastalo med leti 729 – 731
- In librum beati patris Tobiae (O knjigi blaženega očeta Tobija): čas nastanka ni znan
- In Ezram et Neemiam libri III (O Ezri in Nehemiju v treh knjigah): nastalo okoli leta 725
- Expositio in canticum Abacuc prophetae (Razlaga molitve preroka Habakuka): nastala okoli leta 720; posvečena naj bi bila neznani nuni
- De psalmo LXXXIII (O Psalmu 83): čas nastanka ni znan
- Nomina regionum atque locorum de Actibus apostolorum (Imena pokrajin in krajev v Apostolskih delih): čas nastanka ni znan
- Nomina locorum (Imena krajev): čas nastanka ni znan; priročnik, v katerem so predstavljena svetopisemska imena

### Življenjepisi svetnikov
Literarna zvrst, ki se ji je Beda rad posvečal, so bili življenjepisi svetnikov. V začetku jo je posvečal predvsem že obstoječim življenjepisom. Osnovno vodilo, kateremu je sledil Beda, je bilo prikazati Božjo moč in milost, ki sta delovali v življenju posameznega svetnika. V ospredju niso bili življenjepisni podatki, ampak čudeži, ki so jih delali ali so se dogodili na njihovih grobovih, in pa videnja, ki so jih imeli za časa življenja. Med te življenjepise uvrščamo:
- Acta et passio beati Anastasii martyris (Delo in trpljenje sv. Anastazija, mučenca): nastalo pred letom 725
- Vita sancti Felicis (Življenje sv. Feliksa): čas nastanka ni znan
- Vita sancti Cuthberti metrice (Življenje sv. Cuthberta v verzih): pesnitev nastala okoli leta 705
- De vita et miraculis sancti Cuthberti (O življenju in čudežih sv. Cuthberta): nastalo okoli leta 721
- Vita beatorum abbatum Benedicti, Ceolfridi, Eosterwini, Sigifrid et Hwaetberti (Življenje blaženih opatov Benedikta, Ceolfrida, Eosterwina, Sigfrida in Hwaetberta): napisano okoli leta 730; predstavljeni so prvi opati samostanov, ki so delovali v Wearmouthu in Jarrowu; delo je znano tudi pod imenom 'Historia abatum (Zgodovina opatov)
- Martyrologium (Martirologija): napisano v letih 725 – 731; priročnik, v katerem so predstavljeni pomembnejši svetniki in mučenci Cerkve

### Zgodovinopisje
Njegovo najpomembnejše delo se uvršča k zgodovinopisju:
- Historia ecclesiastica gentis Anglorum (Cerkvena zgodovina angleškega ljudstva): dokončana okoli leta 731; obstaja več kot 150 rokopisov tega spisa (to dokazuje priljubljenost in branost Cerkvene zgodovine).

Prav tako pa je Beda napisal dve Kroniki: O časih, ki je krajša in O izračunavanju časov, ki je daljša. V obeh Kronikah predstavi človeško zgodovino kot časovni oder, na katerem se dogaja vse pod taktiko Božje previdnosti. V svojih kronikah je Beda uvedel krščansko štetje let.

### Pridige
Pridig naj bi Beda napisal petdeset, vse ostale pa so sestavili drugi, čeprav so pripisane njemu. Sestavil jih je proti koncu svojega življenja. 
Pridige sledijo praznikom oziroma godovom, ki jih najdemo v bogoslužnem koledarju (Božič, Velika noč, godovi svetnikov). Navadno vsebujejo kratko razlago evangelijskega odlomka, ki so ga na določeni dan brali pri bogoslužju. Namenjene so predvsem bratom v samostanu. Najbolj znana je pridiga Homiliarum euangelii libri II (Pridige o evangelijskih odlomkih v dveh knjigah)

### Priročniki
Beda je bil v samostanu učitelj (magister, doctor), zato med njegovimi deli najdemo razne priročnike za študij, ki so namenjeni predvsem izobraževanju študentov iz njegove meniške skupnosti in znanstvene razprave. 
- De orthographia (O pravilni pisavi, razlaga težkih latinskih izrazov za začetnike): nastanek po letu 690
- De arte metrica (O metrični umetnosti): nastanek med letoma 701 – 702
- De schematibus et tropis (O govornih figurah): nastanek med letoma 701 – 702
- De natura rerum (O naravi): nastanek pred letom 703
- De temporibus (O časih): nastanek leta 703; v to delo je vključena tudi kronika O časih (krajša); v delu je predstavil pravilno računanje datuma za obhajanje velike noči
- De temporum ratione(O izračunavanju časa): nastanek leta 725; vsebuje kroniko O izračunavanju časov (daljša)

### Pesnitve
Bedi pripisujejo tudi nekaj pesniških stvaritev. Njegov pesniški opus se ni ohranil v celoti. Pri sestavljanju himn je Beda v glavnem sledil Ambroževemu zgledu.
- Liber hymnorum (Knjiga himn): ohranjene himne za različne priložnosti (godove svetnikov ali praznike); poleg himn so v zbirki tudi pesniške predelave nekateri psalmov
- Knjiga epigramov

Prav tako se v sklop pesnitev omenja tudi delo Vita sancti Cuthberti metrice (Življenje sv. Cuthberta v verzih), ki je omenjeno med življenjepisi svetnikov.

### Pisma
Bedinih pisem se ni veliko ohranilo. Ohranjena pisma obravnavajo večinoma vprašanja, ki se nanašajo na težje svetopisemske odlomke ali pa na meritve časa.
Ohranila so se naslednja pisma:
- Epistula ad Albinum (Pismo Albinu)
- Epistula ad Egbertum (Pismo Egbertu)
- Epistula ad Helmuualdum de bissexto (Pismo Helmuvaldu o prestopnem dnevu)
- Epistula ad Pleguinam de aetatibus saeculi (Pismo Plegvinu o obdobjih sveta)
- Epistula ad Wicthedum de paschae celebratione (Pismo Wicthedu o obhajanju velike noči)

## Cerkvena zgodovina angleškega ljudstva
Spis Bede Častitljivega z naslovom Historia ecclesiastica gentis Anglorum (Cerkvena zgodovina angleškega ljudstva) velja za klasično delo srednjeveškega zgodovinopisja. Delo je Beda napisal v svojem zrelem obdobju, končal ga je po juniju 731 (takrat naj bi bil star 59 let), ker je takrat pridobil dovolj informacij o dogodkih svetovne in cerkvene zgodovine. Informacije je pridobil tako, da je preučil vsa dostopna zgodovinska dela, velik del svoje pozornosti pa je prav tako namenil izračunavanju datumov (predvsem praznovanja Velike noči in določanja časovnih okvirov za pomembne dogodke iz zgodovine odrešenja).
Njegov zgodovinski spis je nastal kot sad vseživljenjskega študija, ki je posegal na različna znanstvena področja. Mnogi preučevalci so v spisu videli predvsem lokalen pomen: opisuje dogodke, prek katerih so nekatera germanska plemena, ki so se naselila na Britanskem otočju konec 5. stoletja, proti koncu 6. in na začetku 7. stoletja pa so sprejela krščanstvo in kako so v nadaljevanju oblikovala svoje cerkvene strukture. Razvoj krščanskih skupnosti je bil tako intenziven, da so po dobrem stoletju postale sposobne pošiljati misijonarje med druga germanska ljudstva na celinski del Evrope. O začetkih te razgibane misijonarske dejavnosti govori Beda v zadnji knjigi, medtem ko v prvih štirih knjigah govori najprej o razvoju Cerkve v Angliji, predvsem v Northumbriji (najsevernejšemu delu Anglije).
Gradivo za delo je dobil iz različnih virov, ki so mu priskrbeli veliko količino informacij, vendar je bil za večino podatkov vir kar sam. Na vire se je skliceval redko, je pa zato veliko časa posvetil preverjanju podatkov, ki jih je imel na voljo. Svoje vire pa je, za razliko od drugih srednjeveških piscev, navajal zelo natančno.
Njegovo delo je zelo sintetično in enovito, zato je tudi sestavni del mnogih knjižnic. Do danes se je ohranilo približno 160 rokopisov.
V angleškem zgodovinopisju je na splošno obveljalo prepričanje, da je Beda Častitljivi najbolj znan srednjeveški zgodovinar, ki je pisal na Britanskem otočju. Na njegov spis so gledali kot prvi poskus zapisa narodne zgodovine in čeprav to morda ni bil Bedin prvi namen, nam delo ponuja največ informacij, ki nam pomagajo sestaviti zgodovino zgodnjih anglosaških kraljestev. Beda je svoj spis v petih knjigah pripravil po vnaprej pripravljenem načrtu, kjer so bile osrednje točke poslanstvo rimskih menihov v Angliji; zmaga rimske pravovernosti na sinodi v Whitbyju; utrjevanje anglosaške Cerkve pod Teodorjem; prevzem vloge razširjevalca in utrjevalca krščanstva proti severu in proti jugu.

## Sklep
Čeprav je bilo Bedovo bogato literarno ustvarjanje v prvi vrsti namenjeno meniški skupnosti, v katero so vstopali novi rodovi menihov, potrebni ne samo duhovne vzgoje ampak tudi splošne kulture, je njegov vpliv segal daleč preko samostanskih zidov. Da je bil Beda res velika osebnost zgodnjega srednjega veka, nam nenazadnje dokazuje vzdevek Častitljivi, ki si ga je pridobil že za časa svojega življenja. 

## Čaščenje
Beda naj bi začeli častiti kmalu po njegovi smrti in sicer izven Anglije. Navada takratnega časa je bila, da je bilo telo po smrti pokopano vsaj deset let. Kasneje so njegove ostanke umili in jih častili kot relikvije. Sam postopek umivanja kosti je opisal celo Beda sam in sicer na primeru kralja Oswalda.
Da so bili Bedovi ostanki čaščeni kot relikvije je razvidno iz pisma, ki ga je opat Cuthbert leta 764 poslal anglosaškemu škofu Lullu v Mainzu. V pismu se mu je zahvalil za svileno platno, v katero naj bi zavili Bedove ostanke. Le–ti naj bi bili čudežni, kar v svojem delu Pesmi o škofih, kraljih in svetnikih iz Yorka opisuje diakon Alkuin, saj pravi, da je bil bolan mož, po tem ko so nanj položili relikvije 'blaženega očeta' (Bede), popolnoma ozdravljen svoje bolezni. Čaščenje Beda je kasneje izgubilo svoj pomen, verjetno zaradi vpadov Vikingov, kar je vodilo v to, da sta bila samostana Wearmouth in Jarrow zapuščena. Skupnost se ni uspela preseliti, zato se je pomen čaščenja izgubil z njo. Tudi kasneje, sredi 11. stoletja, ko sta bila obnovljena tako Jarrow kot Wearmouth in sta prešla pod nadzor menihov iz Durhama, se čaščenje Beda ni nadaljevalo.
Leta 1899 so razpisali njegovo šolnino in ga razglasili kot Doktorja cerkve, s čimer je postal edini tako imenovani Anglež. Prav tako je edini Anglež, omenjen v Dantejevi Božanski komediji in sicer Raju.
Počaščen je bil tako v anglikanski kot v rimskokatoliški cerkvi, goduje 25. maja, v pravoslavni cerkvi 27. maja, v 9. stoletju pa so ga preimenovali v Častitljivega (lat. Bēda Venerābilis)